# Jacopo Giachetti
Jacopo Giachetti (nacido el 07 de diciembre de 1983 (41 años) en Chieti, Italia)  es un jugador italiano de baloncesto. Con 1.91 de estatura, juega en la posición de Base en el Pallacanestro Forlì 2.015 de la Serie A2.

## Carrera profesional
Creció en el equipo juvenil de Livorno, el debut Jacopo en la primera división del campeonato italiano fue en 1999 en Montecatini, jugando 38 partidos y promediando 3.7 puntos por partido y con que ganó el título de Liga Junior, con Luca Garri y Simone Cotani.
En las tres temporadas Giachetti jugó con el Mabo Livorno (el primer año en la A2), jugando 36 partidos en la temporada 2000-01 (promedio de 6,1 puntos), 33 en 2001-02 (promedio de 6,6 puntos) y, finalmente, 26 partidos en 2002-03 (promedio de 7,3 puntos). Lottomatica Virtus Roma le ficha en el verano de 2004.
La primera temporada de la Jacopo en Roma está llena de altibajos, con un tiempo no muy alto de juego (como tercera opción detrás de Tyus Edney y Davide Bonora) con el Sr. Bucchi; aún más difícil es su inclusión en el equipo con el nuevo entrenador Svetislav Pešić. Durante los playoffs 2004-05, Jacopo destaca sobre todo en el último partido disputado cuando, perdiendo de 3 puntos en casa contra el Fortitudo Bolonia a pocos segundos del final, Giachetti roba el balón de las manos de Rubén Douglas cuando iba a tirar, por lo que toda la PalaLottomatica palpitó durante al menos 3,4 segundos, después de haber sufrido falta Jacopo se encuentra en la línea, con tres tiros libres decisivos. La falta de experiencia y la tensión le hace fallar el segundo tiro libre de tres, condenando a Roma la eliminación.
En el segundo año, Giachetti se convirtió en la segunda opción del equipo romano, detrás de Vlado Ilievski. En su tercera temporada Jacopo logra un buen rendimiento a pesar de los altibajos de un año que fue justo para su equipo. Cambian a Vlado Ilievski primero y luego a Mire Chatman.
En la temporada 2008-09 Giachetti es el recambio de Sani Bečirovič. El 21 de diciembre de 2008 juega un magnífico partido en el derbi contra Rieti al anotar 24 puntos, incluyendo dos puntos que les dieron la victoria a 4" del final. Con esta actuación se convirtió en uno de los pilares del ataque de la Lottomatica.
En el verano de 2011 fichó por el Olimpia Milano y dos años más tarde firmó con Umana Venezia, donde permaneció hasta agosto de 2014, cuando fichó por PMS Torino, donde permanece actualmente.

## Selección nacional
En la selección nacional debutó en 2005, ganando el oro en los Juegos del Mediterráneo. Formó parte del equipo en la fase de clasificación para el Eurobasket 2011, en agosto de 2010. Notable fue su partido contra Letonia en Bari el 20 de agosto, en el que hizo 18 puntos con 13/13 en tiros libres.